# Carol Cleveland
Carol Cleveland, född 13 januari 1942 i London, England, är en brittisk skådespelare. Hon är sannolikt mest känd från tv-serien Monty Pythons flygande cirkus där hon oftast framträdde som vacker blondin; hon har kallats "den sjunde Python-medlemmen" (tillsammans med Neil Innes) och hade även roller i Python-filmerna. Hon har även haft en lång karriär på egen hand.
Som ung flyttade hon med sin mor och styvfar till USA; hon bodde bland annat i Texas och Kalifornien. Hon återvände till England 1960.